# Fabrizia Sacchi
Fabrizia Sacchi (Nàpols, Itàlia, 10 de febrer de 1971) és una actriu italiana.
Sacchi va néixer a Nàpols. Els seus crèdits inclouen Viaggio sola, Fuoriclasse, Medicina general i The First Beautiful Thing. El 2013 va ser nominada al David di Donatello com a millor actriu secundària per la seva actuació en A Five Star Life.

## Biografia
Actriu de teatre, cinema i televisió, es va graduar a l'Acadèmia Nacional d'Art Dramàtic, Silvio D'Amico.
Entre les diverses obres per a la pantalla gran, hi ha: Nel continente nero (1993), dirigit per Marco Risi,Preferisco il rumore del mare (2000), dirigida per Calopresti, Da zero a dieci (2002) de Ligabue, La felicità non costa niente dirigida per Mimmo Calopresti, Mundo Civilizado, dirigida per Lucca Guadagnino, les dues el 2003,  Apnea (2004), opera prima de Roberto Dordit i Melissa P. (2005), dirigida per Luca Guadagnino, en la qual és la mare de Melissa.
El 2001, també va protagonitzar una seqüència per a la nova versió per home-vídeo del clàssic de Mario Bava Cani arrabbiati (1974), en el paper d'una dona plorant al principi de la pel·lícula.
Entre els treballs per a la pantalla petita ha actuat a la sèrie de televisió de Rai Uno Medicina Generale (2007 - 2009), en la qual interpreta el paper de Gabriela Boschi.
En 2013 és nominada a David di Donatello a la millor actriu secundària i Nastro d'argento a la millor actriu secundària per a la pel·lícula Single Journey i el mateix any es va graduar en Literatura i Filosofia.
En 2017 produeix la sèrie web Il Prete dirigida per Andrea Piretti protagonitzada per Luciano Scarpa, Terence Del Gaudio, Paul Sassanelli, Sergio Del Prete, Eleonora Russo. La sèrie rodada a Nàpols ha arribat finalista a la secció "Millor Drama" al Roma Web Fest 2017 i va guanyar el premi Asti Web Cinema.

## Filmografia

### Cinema
- Cani arrabbiati, dirigida per Mario Bava i Lamberto Bava (1974)
- Tracce di vita amorosa, dirigida per Peter Del Monte (1990): Beatrice
- Nessuno, dirigida per Francesco Calogero (1992)
- Nel continente nero, dirigida per Marco Risi (1993)
- Uomini uomini uomini, dirigida per Christian De Sica (1995)
- Isotta, dirigida per Maurizio Fiume (1996)
- Blue Line, dirigida per Antonino Lakshen Sucameli (1996)
- Ormai è fatta!, dirigida per Enzo Monteleone (1999)
- The Protagonists, dirigida per Luca Guadagnino (1999)
- Il guerriero Camillo, dirigida per Claudio Bigagli (1999)
- Preferisco il rumore del mare, dirigida per Mimmo Calopresti (2000): Serena
- Tandem, dirigida per Lucio Pellegrini (2000)
- Jurj, dirigida per Stefano Gabrini (2001)
- Come si fa un Martini, dirigida per Kiko Stella (2001)
- Da zero a dieci, dirigida per Luciano Ligabue (2002)
- Paz!, dirigida per Renato De Maria (2002): Lucilla
- Lei, dirigida per Tonino De Bernardi (2002)
- La felicità non costa niente, dirigida per Mimmo Calopresti (2003): Claudia
- Mundo civilizado, dirigida per Luca Guadagnino (2003)
- Cielo e terra, dirigida per Luca Mazzieri (2005)
- Apnea , dirigida per Roberto Dordit (2005)
- Melissa P., dirigida per Luca Guadagnino (2005)
- Feisbum! Il film - Episodi: Indian Dream, dirigida per Laura Luchetti (2009)
- La prima cosa bella, dirigida per Paolo Virzì (2010): Sandra
- Questo mondo è per te, dirigida per Francesco Falaschi (2011)
- Per sfortuna che ci sei, dirigida per Alessio Maria Federici (2012)
- Viaggio sola, dirigida per Maria Sole Tognazzi (2013)
- Stai lontana da me, dirigida per Alessio Maria Federici (2013): Simona
- La prima volta (di mia figlia), dirigida per Riccardo Rossi (2015)
- Falchi, dirigida per Toni D'Angelo (2017)
- Zen sul ghiaccio sottile, dirigida per Margherita Ferri (2018)[5]
- Suspiria, dirigida per Luca Guadagnino (2018): Pavla
- 2024: Inganno